# Jan Baptist Eeckhoudt
Jan Baptist Eeckhoudt (Herne, 16 januari 1744 - aldaar, 27 oktober 1798) was een Zuid-Nederlands verzetsstrijder, die vooral bekend werd tijdens de Boerenkrijg. 
Hij was aanvankelijk pachter en later ook schepen van Herne. Toen in 1798 de Boerenkrijg uitbrak werd hij leider van de opstandelingen in het kanton Herne. Hij sneuvelde echter tijdens de slag bij het kartuizerklooster van Herne. 

## Bron
- MARTENS, Erik, “De Boerenkrijg in Brabant (1798-1799). De opstand van het jaar 7 in het Dijledepartement”, Uitgeverij De Krijger, 2005, blz. 41, 43-44, 111, 112.